# 柳墅行宫

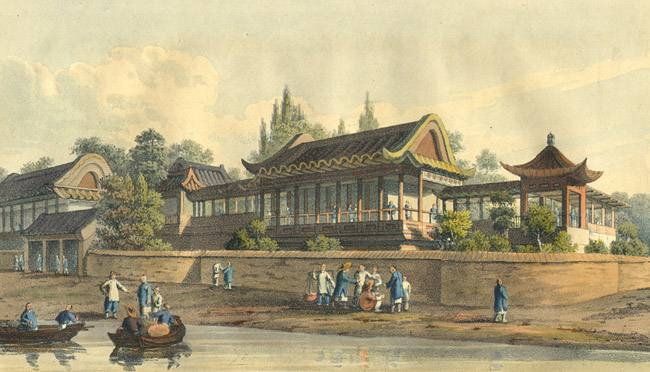
阿美士德使团绘制的柳墅行宫

柳墅行宫是清代天津府城历史上规模最大的皇家行宫，位于海河东岸。清乾隆三十年（1765年）长芦盐商为迎接乾隆驻跸始建，乾隆下江南曾8次驻跸此处。乾隆去世后，嘉庆、道光均无临幸，因此柳墅行宫门庭冷落、日渐衰败，最终在道光二十六年（1846年）奉旨拆卖，仅存81年。清光绪十一年（1885）正月，北洋武备学堂借用场地开办。